# Hoàng Việt luật lệ
Hoàng Việt luật lệ hay còn được biết đến với tên Hoàng triều luật lệ, Quốc triều điều luật, Nguyễn triều hình luật, bộ luật Gia Long là bộ luật chính thức của Việt Nam thời đầu nhà Nguyễn do Bắc thành Tổng trấn Nguyễn Văn Thành soạn thảo và vua Gia Long cho ban hành năm 1813. Bộ luật này có nội dung sao chép gần như nguyên vẹn “Đại Thanh luật lệ” của nhà Thanh (Trung Quốc)

## Lịch sử
Vua Gia Long sau khi lên ngôi để có cơ sở về luật pháp, lệnh cho Nguyễn Văn Thành, Vũ Trinh, Trần Hựu dựa vào Đại Thanh luật lệ và Luật Hồng Đức làm cơ sở soạn bộ luật cho triều Nguyễn có tên gọi là Hoàng Việt luật lệ (còn được gọi là Luật Gia Long), gồm 22 quyển và 398 điều sau đó vua Gia Long cho ban hành chính thức vào năm 1813. Bộ luật này gần như lấy nguyên mẫu là luật nhà Thanh Trong 398 điều thì chỉ có 2 điều là rút từ Quốc triều Hình luật thời Hậu Lê, vài chục điều luật khác biệt chút ít về từ ngữ so với luật của nhà Thanh, các điều luật còn lại đều sao chép lại nguyên xi tên gọi lẫn nội dung kể cả các tiểu chú của các điều luật trong “Đại Thanh luật lệ”
Giống như “Đại Thanh luật lệ”, Hoàng Việt luật lệ ngoài quyển đầu là mục lục các điều luật, bảng (hay đồ), thể lệ về phục tang, diễn giải thuật ngữ, các quyển còn lại được chia thành 6 thể loại, tương ứng với việc của 6 bộ: Lại, Bộ, Lễ, Binh, Hình, Công. Ngoài ra, cách trình bày in ấn của
“Hoàng Việt luật lệ” cũng giống với bộ luật nhà Thanh. Một số điều luật trong “Hoàng Việt luật lệ” đã lược bỏ, thay đổi một số tiểu tiết của luật nhà Thanh cho phù hợp với cách gọi tại Việt Nam (Một số điều luật thay đổi đơn vị hành chính "tỉnh" của Trung Quốc thành "doanh, trấn" của Việt Nam, chức danh lý trưởng của Trung Quốc bằng xã trưởng của Việt Nam).
Hoàng Việt luật lệ được sử dụng trong suốt thời nhà Nguyễn rồi dùng tiếp ở Trung Kỳ trong thời Thực dân Pháp chiếm đóng Việt Nam.

## Sắp xếp nội dung
Bộ luật này có 398 điều và 30 điều tỷ dẫn, chép trong 22 cuốn. Có sáu thể loại do ứng với việc sáu Bộ Lại, Công, Lễ, Hộ, Binh, Hình phụ trách. Chi tiết như sau:
- Cuốn thứ 1: mục lục điều luật, bảng (hay đồ), thể lệ về trang phục tang, diễn giải thuật ngữ
- Cuốn thứ 2 và 3: 45 điều danh lệ
- Cuốn thứ 4 và 5: 27 điều lại luật
- Cuốn thứ 6, 7 và 8: 66 điều hộ luật
- Cuốn thứ 9: 26 điều lễ luật
- Cuốn thứ 10 và 11: 58 điều binh luật
- Cuốn thứ 12 đến 20: 166 điều hình luật
- Cuốn thứ 21: 10 điều công luật
- Cuốn thứ 22: dẫn điều luật

## Nội dung
Hoàng Việt luật lệ được xây dựng trên cơ sở khảo xét, tham chiếu bộ luật Hồng Đức (tức Quốc triều Hình luật, là bộ luật của nhà Lê), nhưng chủ yếu là mượn bộ luật của nhà Thanh, dù đã được chỉnh sửa và cập nhật cho phù hợp với điều kiện cụ thể của Việt Nam lúc bấy giờ. Trong 398 điều thì 397 là chép lại Đại Thanh luật lệ. Chỉ có một điều là rút từ Quốc triều Hình luật.
Bảng (hay đồ): quy định về việc xử lý đối với những tài sản bất hợp pháp. Thể lệ nộp phạt chuộc tội, chí tiết về ngũ hình, các dụng cụ dùng trong tù, và trang phục tang chế. Danh lệ quy định về những nguyên tắc tổng quát về tội phạm và hình thức trừng phạt. Phần dẫn đều luật dùng để hướng dẫn việc so sánh các hình phạt và vận dụng luật trong trường hợp vụ việc mà luật không quy định tới. Hộ luật là các luật về hộ tịch, tài sản, hôn nhân, thuế, nợ nần, tiền chợ búa.
Đặc biệt là điều luật về việc tuyển phi cho vua, Hoàng Việt luật lệ giữ nguyên các điều luật từ thời xưa mà không có thay đổi nào. Đó là độ tuổi tuyển phi từ 13 đến 16 tuổi (trừ các cuộc hôn nhân chính trị, tuy nhiên vẫn chưa ghi nhận trường hợp nào vi phạm điều luật trên vì hôn nhân chính trị).

## Chú giải
1. ↑  Lịch sử Việt Nam tập 5 (Quốc sử),Trương Thị Yến (chủ biên), NXB KHXH, 2017: "Hoàng Việt luật lệ được khắc in, ban hành và áp dụng vào thực tiễn năm 1813 trên phạm vi toàn quốc"
2. 1 2  "Bản sao đã lưu trữ". Bản gốc lưu trữ ngày 9 tháng 1 năm 2019. Truy cập ngày 9 tháng 1 năm 2019.
3. ↑  Đặng Việt Thủy & Đặng Thành Trung 2008, tr. 283
4. ↑  Trần Trọng Kim 1971, tr. 177
5. ↑  Lương Ninh 2000, tr. 299-318
6. 1 2  Nguyễn Ngọc Huy. Quốc triều Hình luật Quyển A. Viet Publisher, 1989. tr 177
7. ↑  Nguyễn Quyết Thắng: Lược khảo Hoàng Việt Luật lệ, Nhà xuất bản Văn hoá Thông tin, Hà Nội, 2002, tr 15, 16